# Plexus uterovaginalis
Der Plexus uterovaginalis (lat. für „Gebärmutter-Scheiden-Geflecht“, Syn. Ganglion uterovaginale, Frankenhäuser-Ganglion) ist ein Nervengeflecht (Plexus) des vegetativen Nervensystems zur Innervation von Gebärmutter und Vagina.
Die sympathischen Nervenfasern entstammen dem Lenden- und Kreuzabschnitt des Rückenmarks und ziehen über die Nervi hypogastrici, die prävertebralen Ganglien im Bereich des Kreuzbeins und den Plexus hypogastricus inferior zum Plexus uterovaginalis. Die Nervenfasern sind zumeist präganglionär und werden erst im Plexus uterovaginalis auf das zweite Neuron umgeschaltet. Die parasympathischen Nervenfasern entstammen den zweiten bis vierten Kreuznerven und gelangen über die Nervi splanchnici pelvici zum Gebärmutter-Scheiden-Geflecht. Zudem enthält der Plexus sensorische Nervenfasern (Viszeroafferenzen), die mit den Sympathikusanteilen zum 12. Brust- bis zum 3. Lendensegment des Rückenmarks und mit dem Plexus sacralis zum Kreuzabschnitt des Rückenmarks ziehen.